# Anoploderomorpha villigera
Anoploderomorpha villigera är en skalbaggsart som beskrevs av Holzschuh 1991. Anoploderomorpha villigera ingår i släktet Anoploderomorpha och familjen långhorningar. Inga underarter finns listade i Catalogue of Life.